# Werner Radspieler
Werner Radspieler (ur. 13 sierpnia 1938 w Norymberdze, zm. 7 marca 2018 tamże) – niemiecki duchowny rzymskokatolicki, biskup pomocniczy Bambergu w latach 1986–2013.
Święcenia kapłańskie otrzymał 8 marca 1964. 7 listopada 1986 papież Jan Paweł II mianował go biskupem pomocniczym Bambergu, ze stolicą tytularną Thugga. Sakry biskupiej udzielił mu abp Elmar Maria Kredel.
9 września 2013 papież Franciszek przyjął jego rezygnację z pełnionego urzędu złożona ze względu na wiek.